# Men, Women and Children
Pour plus de détails, voir Fiche technique et Distribution.
Men, Women and Children est une comédie dramatique américaine réalisée par Jason Reitman et dont la première mondiale a eu lieu le 6 septembre 2014 au Festival international du film de Toronto. 
Il s'agit d'une adaptation du roman éponyme de Chad Kultgen,.

## Synopsis
Le film décrit la vie de lycéens et de leurs parents dans une petite ville texane, leurs relations entre eux et au moyen des écrans (téléphones, tablettes, ordinateurs), et leurs relations à la sexualité. Tim Mooney décide de quitter l'équipe de football dont il est une des vedettes, pendant que son père Kent se remet difficilement du départ de sa femme. Don et Helen Truby ont des difficultés dans leur couple. Leur fils Chris passe son temps sur les sites pornographiques. Patricia Beltmeyer contrôle toutes les communications de sa fille Brandy. Joan Clint pousse sa fille Hannah à s'exposer sur Internet. Allison cultive son anorexie et attend son premier baiser.

## Fiche technique
- Titre original : Men, Women and Children
- Réalisation : Jason Reitman
- Scénario : Jason Reitman et Erin Cressida Wilson, d'après le roman de Chad Kultgen
- Société(s) de distribution :  Paramount Pictures
- Pays d'origine :  États-Unis
- Langue originale : anglais
- Genre : Comédie dramatique
- Durée : 116 minutes
- Dates de sortie : 
  -  États-Unis : 17 octobre 2014
  -  France : 10 décembre 2014

## Distribution
- Adam Sandler (VF : Serge Faliu) : Don Truby
- Jennifer Garner (VF : Laura Blanc) : Patricia Beltmeyer
- Rosemarie DeWitt (VF : Christèle Billault) : Helen Truby
- Judy Greer (VF : Anne Massoteau) : Joan Clint
- Dean Norris (VF : Jean-François Aupied) : Kent Mooney
- Emma Thompson (VF : Frédérique Tirmont) : la narratrice
- Timothée Chalamet (VF : Mathéo Gare) : Danny Vance
- Olivia Crocicchia (en) (VF : Claire Baradat) : Hannah Clint
- Kaitlyn Dever (VF : Ludivine Maffren) : Brandy Beltmeyer
- Ansel Elgort (VF : Gauthier Battoue) : Tim Mooney
- Katherine C. Hughes (VF : Zina Khakhoulia) : Brooke Benton
- Elena Kampouris (VF : Camille Gondard) : Allison Doss
- Will Peltz (en) : Brandon Lender
- Travis Tope (en) (VF : Gabriel Bismuth-Bienaimé) : Chris Truby
- David Denman : Jim Vance
- Dennis Haysbert (VF : Paul Borne) : l'amant de Helen Truby
- J. K. Simmons (VF : Jean Barney) : M. Doss
- Shane Lynch (VF : Nathalie Doudou) : Angelique
- Jason Douglas : Ray Beltmeyer
- Phil LaMarr (VF : Jean-Michel Vaubien) : Shrink
- Kaleb King (VF : Nathanel Alimi) : Rory Pearson
- Dan Gozhansky (VF : Benoît DuPac) : Docteur Sterling

 Source et légende : version française (VF) sur RS Doublage

L'équipe du film au TIFF 2014
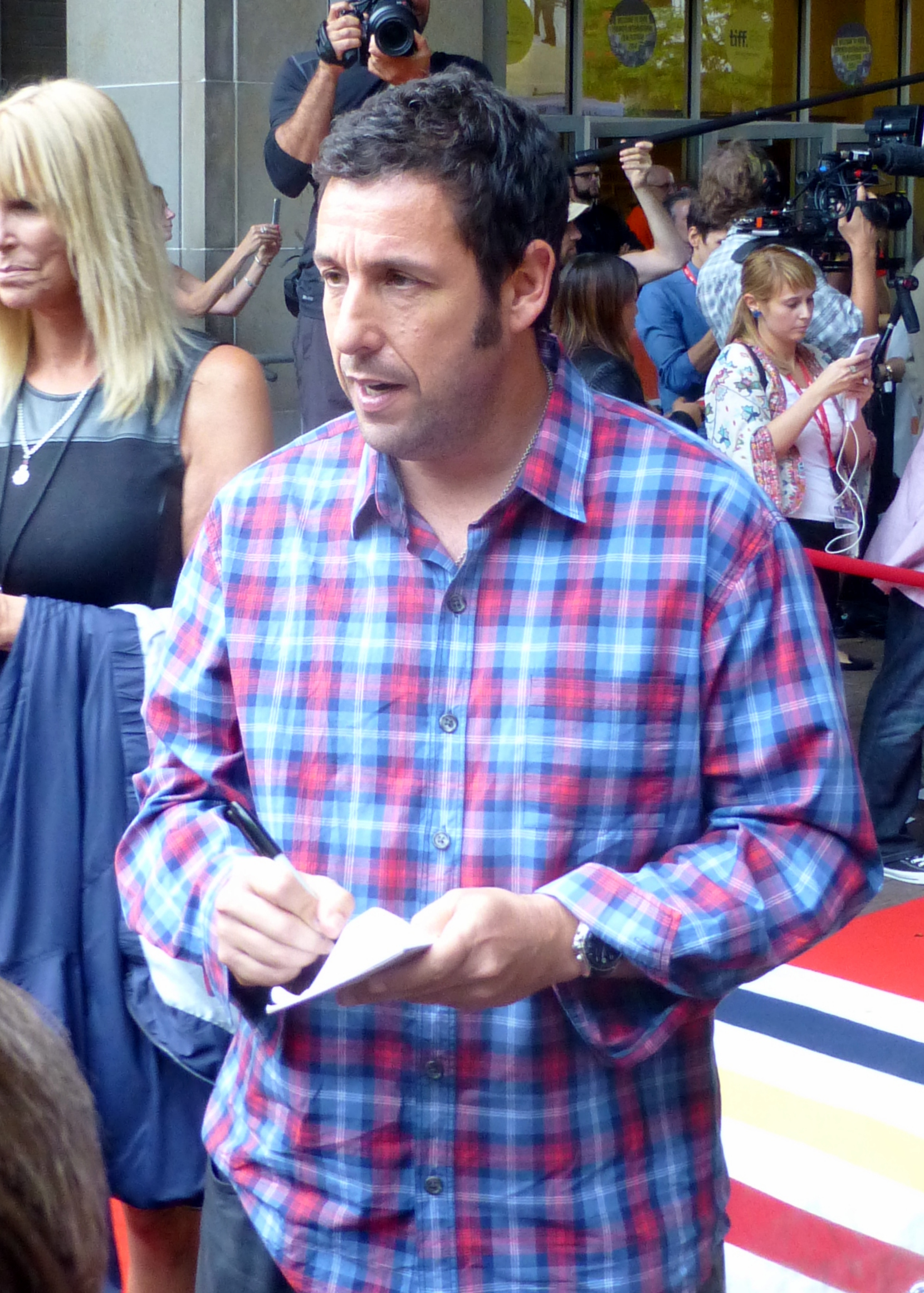
Adam Sandler
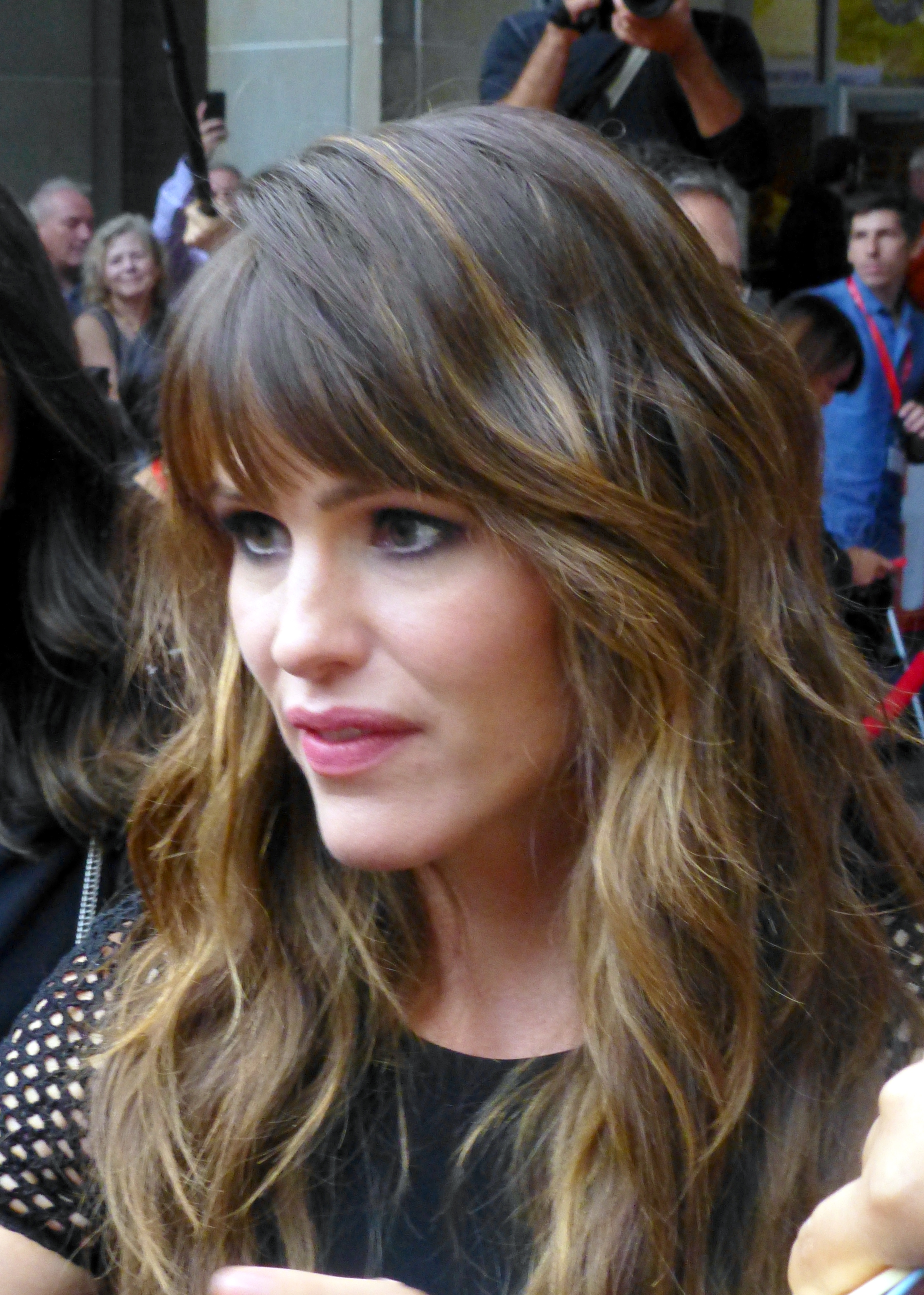
Jennifer Garner
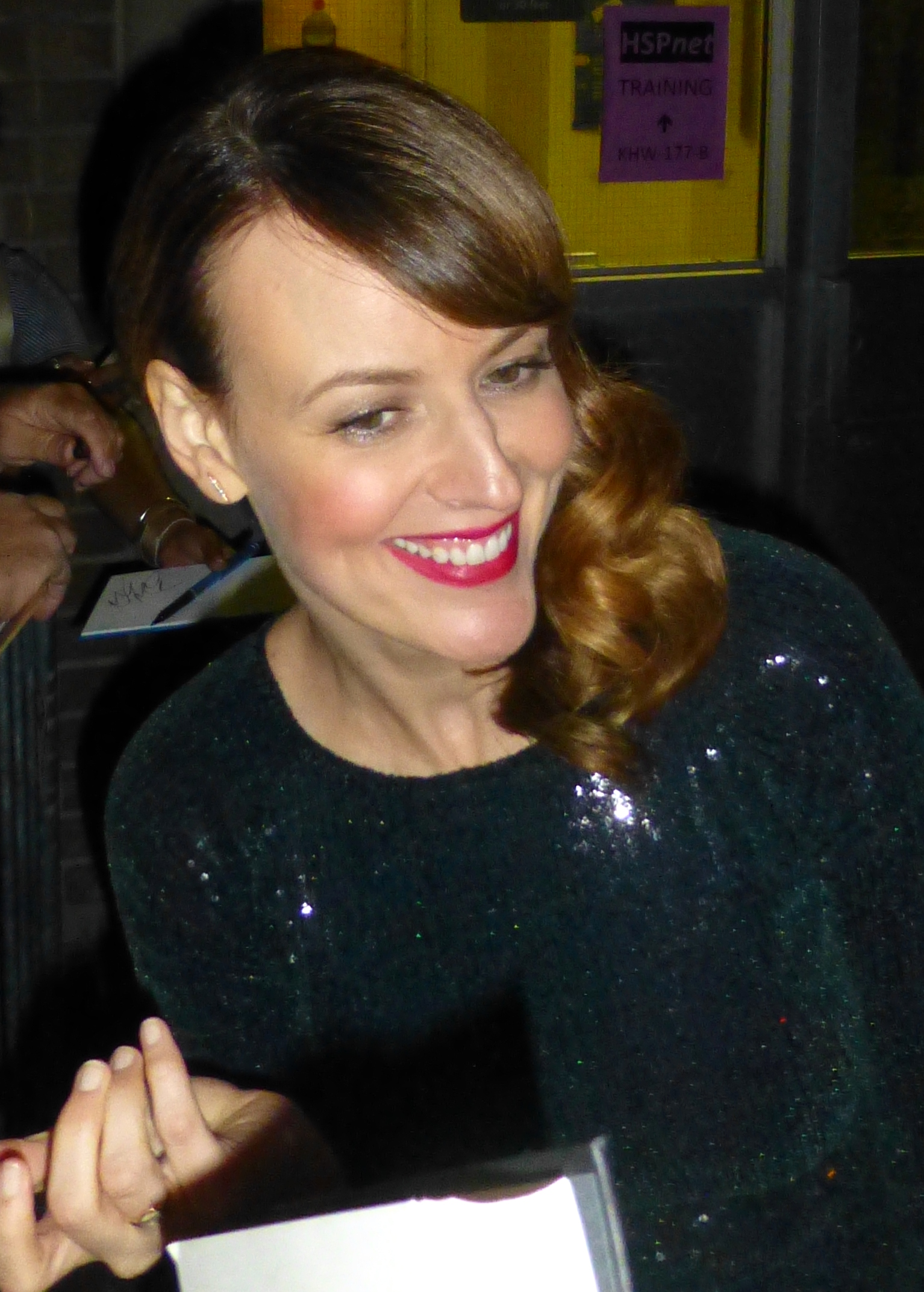
Rosemarie DeWitt
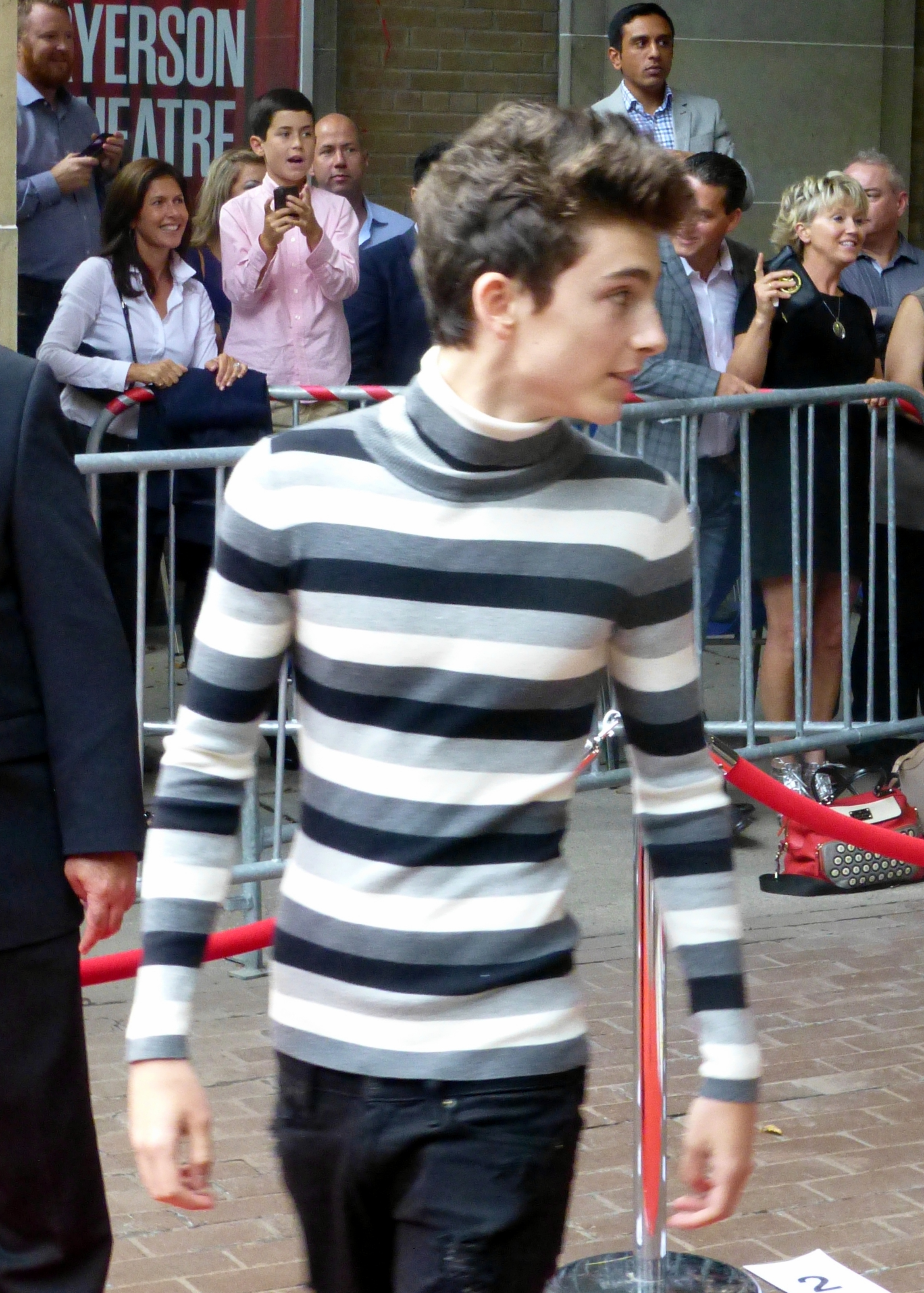
Timothée Chalamet
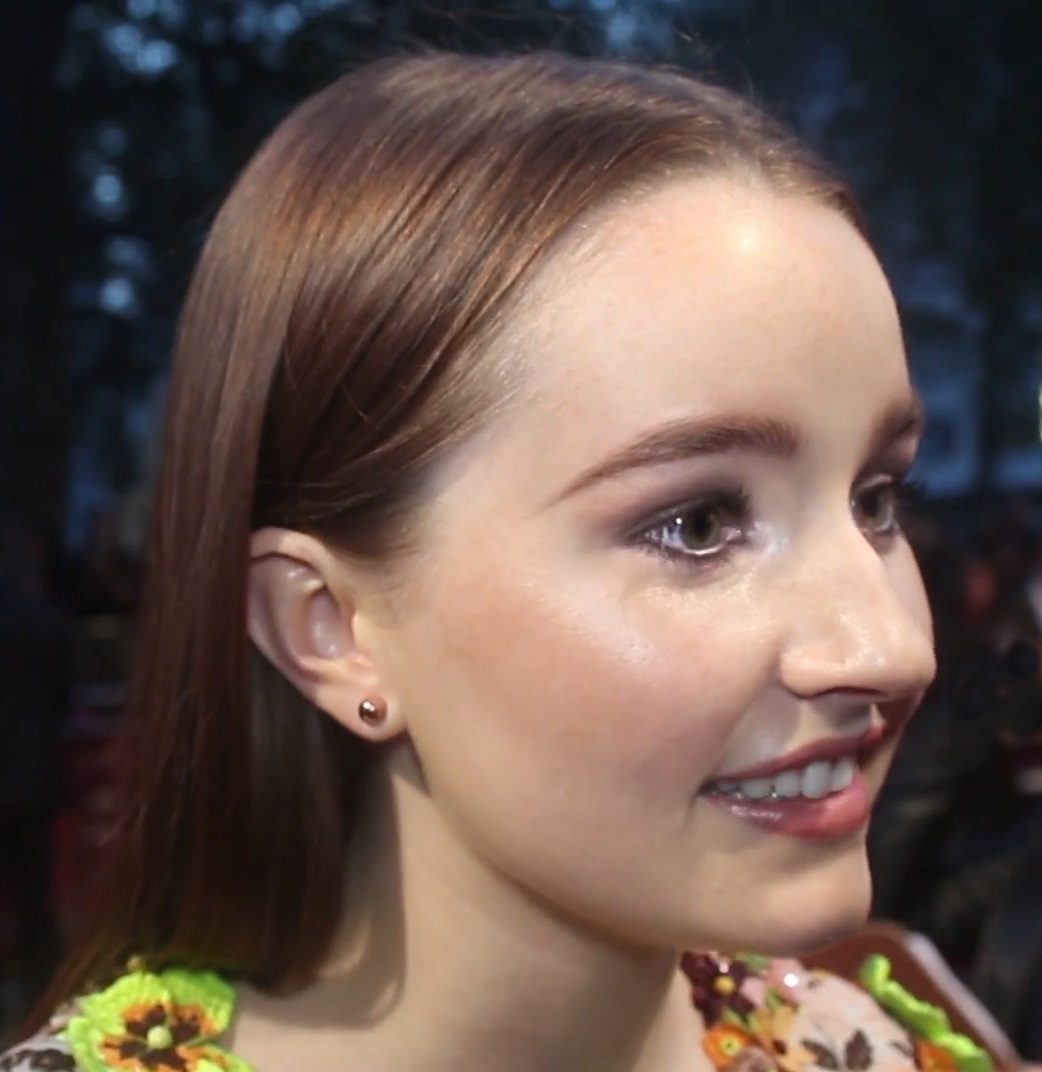
Kaitlyn Dever
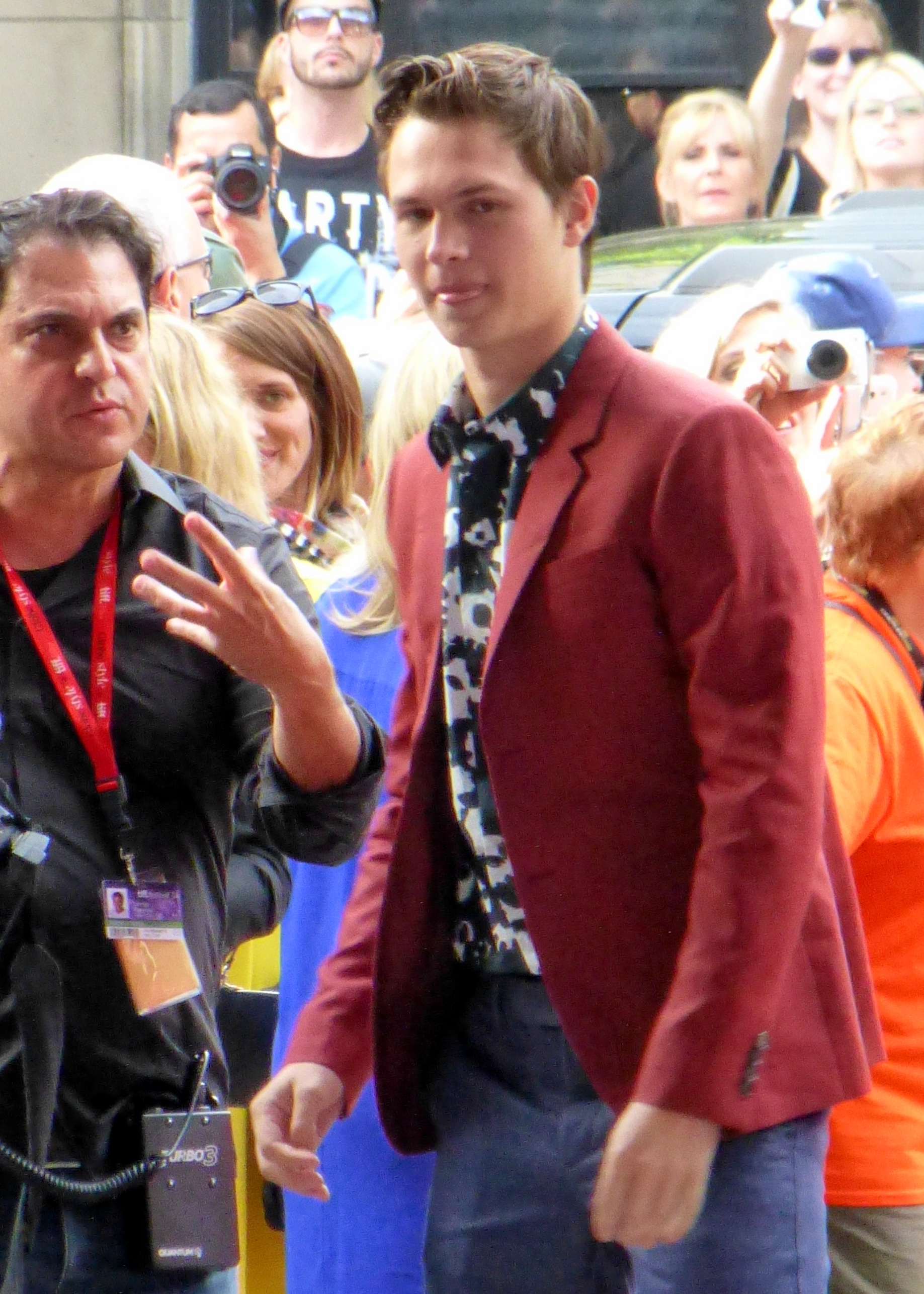
Ansel Elgort
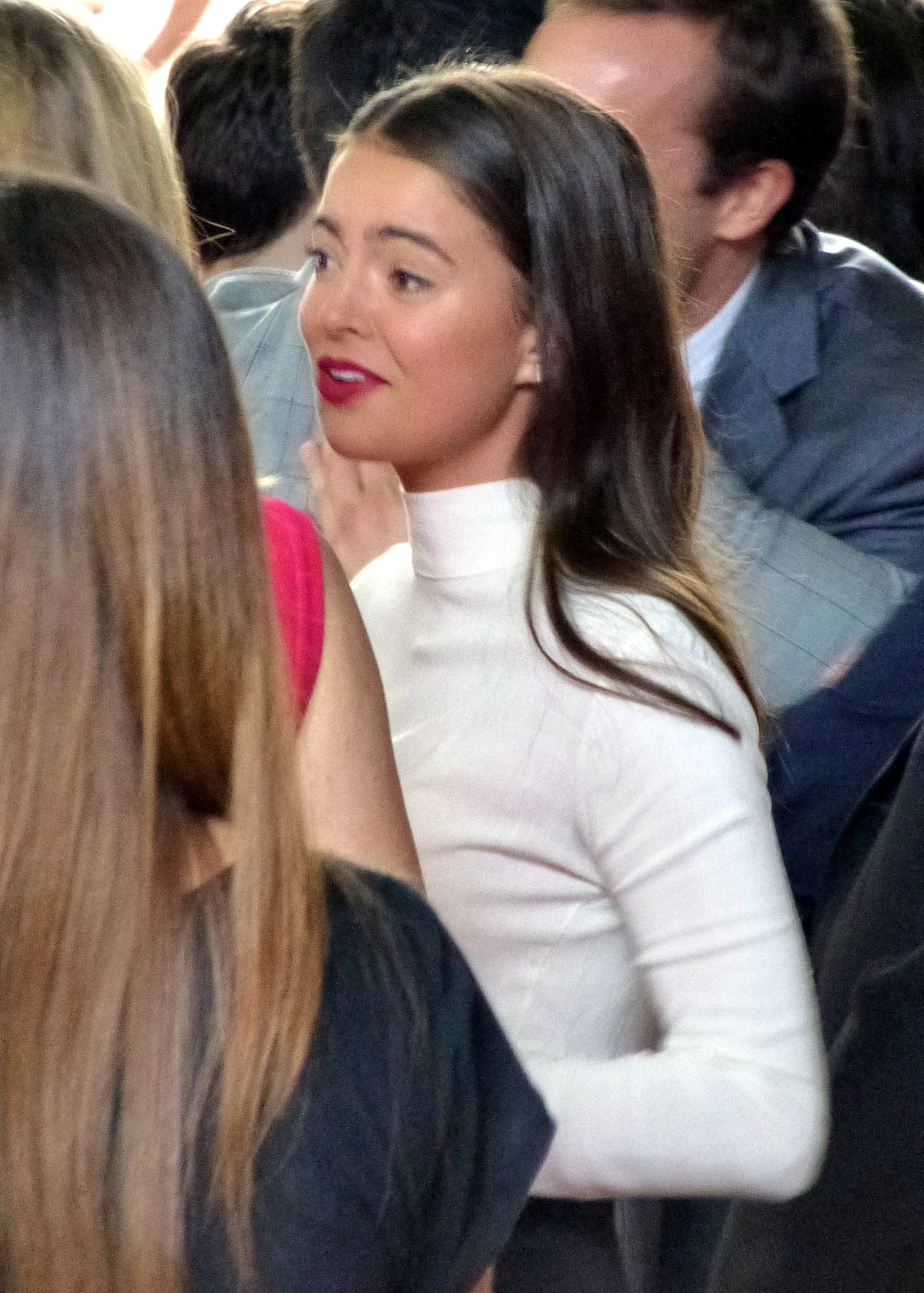
Katherine C. Hughes
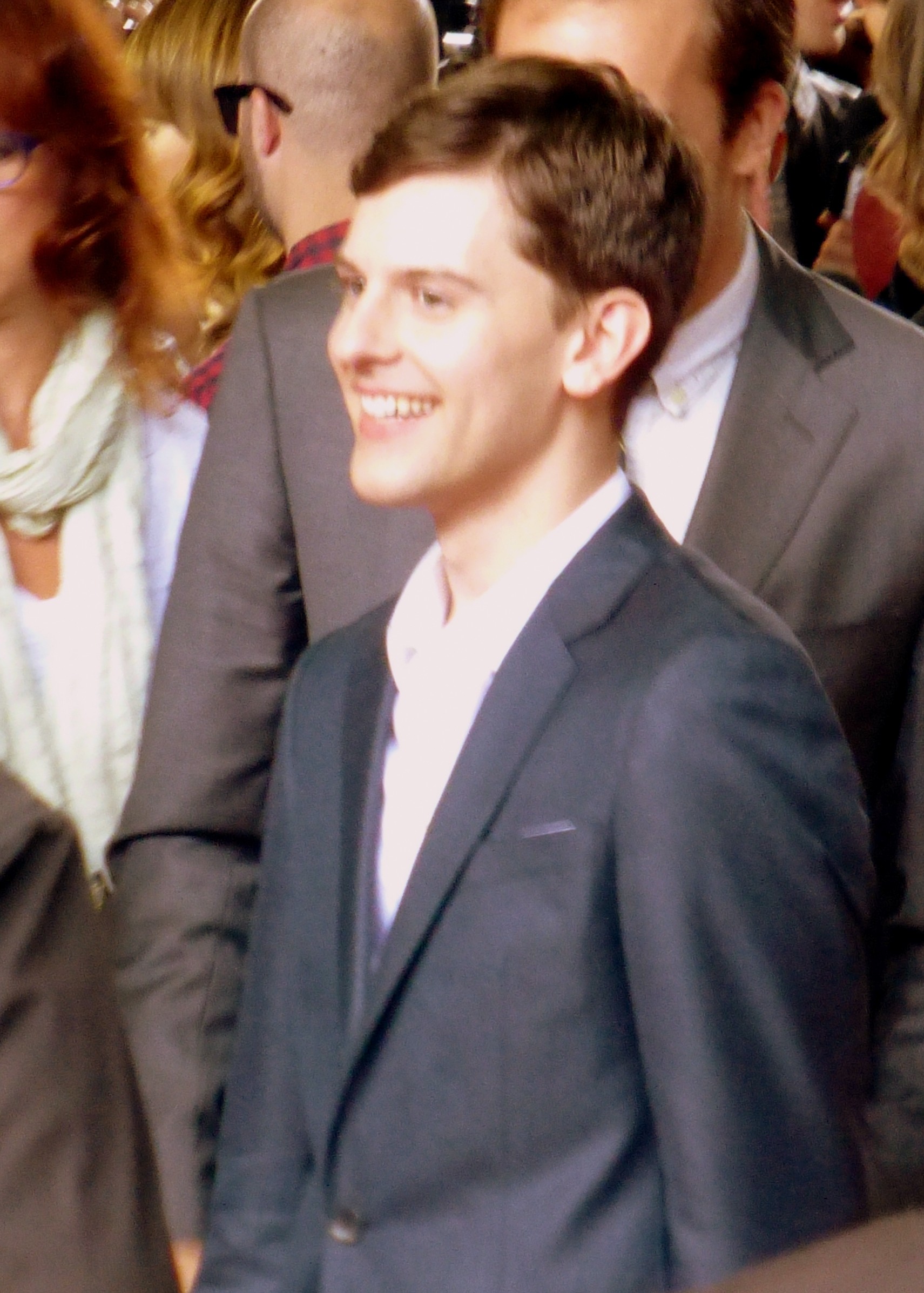
Travis Tope
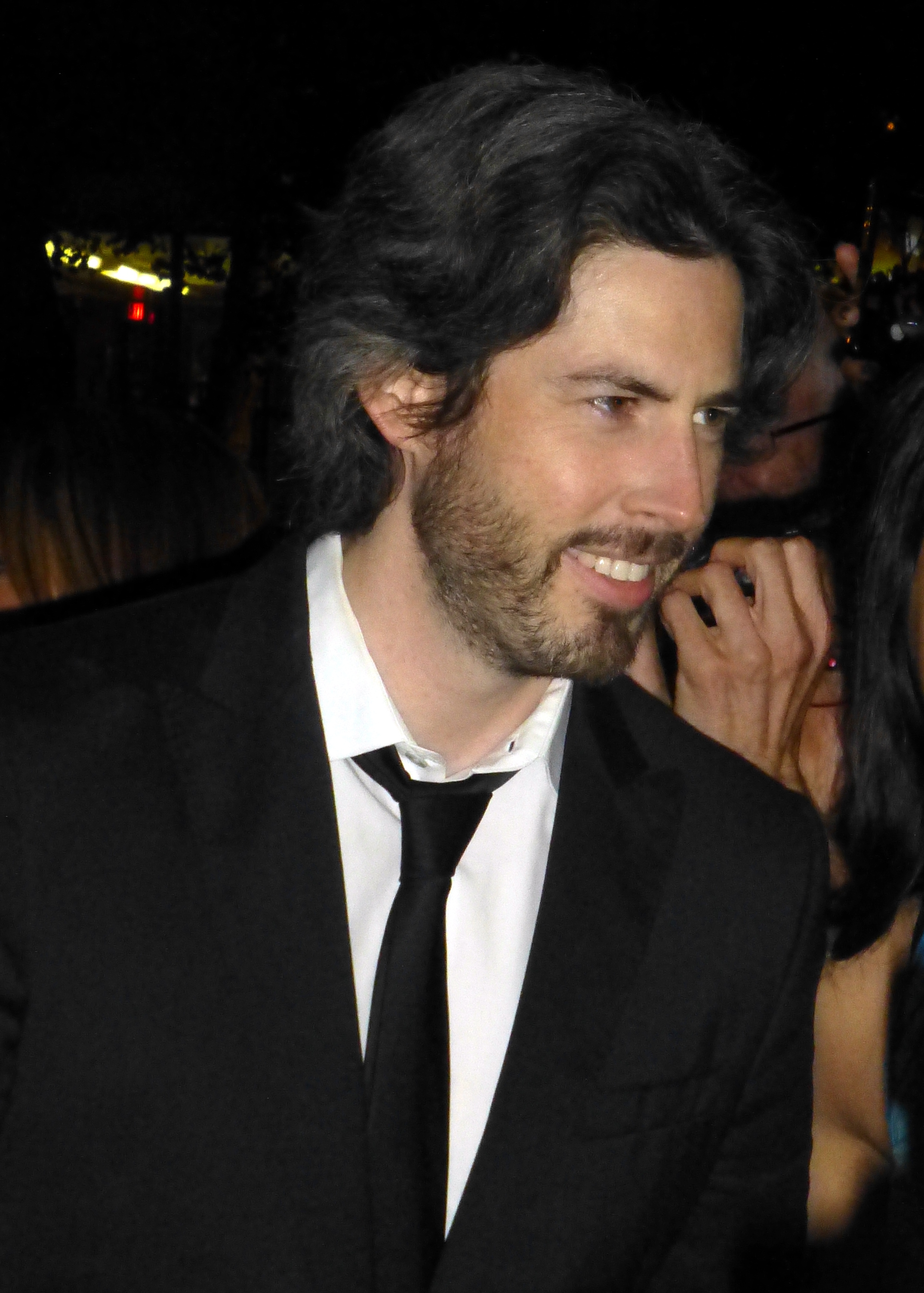
et le réalisateur Jason Reitman

## Accueil
Le film a subi un échec commercial en faisant seulement 1 million de dollars d'entrées aux États-Unis pour un budget de 16 millions de dollars.